# Varetta Dillard
Varetta Dillard (Harlem, 3 februari 1933 – Brooklyn (New York), 4 oktober 1993) was een Amerikaanse r&b-zangeres.

## Biografie
Ze werd geboren in Harlem, New York, en bracht een groot deel van haar jeugd door in het ziekenhuis vanwege een aangeboren botaandoening. Rond haar tienerjaren was haar toestand gestabiliseerd, hoewel ze niet in staat was om te lopen zonder krukken of andere hulp. Ze ontmoette Carl Feaster van de doowopgroep The Chords, die haar aanmoedigde om als zangeres deel te nemen aan talentenjachten en in 1951 won ze twee opeenvolgende wedstrijden in het Apollo Theater. Ze werd gecontracteerd door Savoy Records en had haar eerste opnamesessie bij het bedrijf in september 1951. Hoewel haar vroege singles commercieel niet succesvol waren, werd ze door Alan Freed uitgenodigd om op te treden tijdens wat later werd erkend als het eerste grote rock-'n-roll-concert: de Moondog Coronation Ball gehouden in Cleveland (Ohio) op 21 maart 1952. Vanwege bezorgdheid over de veiligheid van het publiek werd het concert na het eerste nummer van Paul 'Hucklebuck' Williams door de autoriteiten stopgezet en Dillard trad niet op tijdens het evenement. Haar volgende plaat Easy, Easy Baby bereikte echter in juli 1952 de 8e plaats in de Billboard r&b-hitlijst en was vooral populair in het zuiden.
Vervolgens toerde ze met Oran 'Hot Lips' Page en The Five Keys voordat de platenmaatschappij haar koppelde met zangeres H-Bomb Ferguson voor een reeks duetten. Na verdere tournees met Larry Darnell en Wynonie Harris scoorde ze medio 1953 haar grootste hit met Mercy, Mr. Percy, die #6 bereikte in de r&b-hitlijst. Het nummer is opgenomen op 15 mei 1953 met George Kelly (tenorsax), Haywood Henry (baritonsax), Lonnie Johnson (gitaar), Lee Anderson (piano), Prince Babbs (bas) en Gene Brooks (drums), en werd gearrangeerd door Leroy Kirkland. Het lied was nationaal populair en werd haar themalied, maar ze had moeite om het op te volgen en nam vrij om een dochter te krijgen met haar man Ronald Mack. Haar volgende grote succes en de laatste hit in de hitparade, kwam begin 1955 toen ze Johnny Has Gone opnam, een eerbetoon aan zanger Johnny Ace die was overleden als gevolg van een per ongeluk door zichzelf toegebracht schot. Dillards opname was een van de meest populaire van verschillende eerbetoon aan Ace en bereikte #6 in de r&b-hitlijst. Ze bleef toeren en speelde in mei 1955 in de eerste rock-'n-roll show in New Jersey.
Ze verliet het Savoy-label begin 1956 en tekende voor het RCA-dochterlabel Groove Records, waar ze verschillende singles uitbracht, waaronder I Miss You Jimmy, een eerbetoon aan James Dean. In 1957 verhuisde ze naar het belangrijkste RCA Records-label en nam nummers op die werden ondersteund door The Cookies en geproduceerd door Leiber en Stoller, maar ze waren opnieuw commercieel niet succesvol en ze werd begin 1958 door het label gedropt. Ze ging opnemen voor het Triumph-label, opgezet door Herb Abramson en vervolgens voor het Club-label, een dochteronderneming van MGM. Haar laatste opnamen waren in 1961. Begin jaren 1960 sloot ze zich aan bij de evangeliegroep de Tri-Odds van haar man, die actief waren in de Civil Rights Movement. Later werkte ze als muziektherapeut met chronisch zieke kinderen. Twee compilaties van haar opnamen van eind jaren 1950, Got You on My Mind en The Lovin' Bird, werden in 1989 uitgegeven door Bear Family Records.

## Overlijden
Varetta Dillard overleed in oktober 1993 op 59-jarige leeftijd aan de gevolgen van kanker.
- Bibliothèque nationale de France: cb146325038 (data)
- Gemeinsame Normdatei: 1095519557
- International Standard Name Identifier: 0000 0000 7843 9487
- Library of Congress Control Number: no98012805
- MusicBrainz: 490dfe0e-d0da-4bc6-9e00-76d71c129e00
- Système universitaire de documentation: 087888106
- Virtual International Authority File: 10104805
- WorldCat: E39PBJg4mr6bBgXg7BfGWH8Bfq